# Gheorghe Ciolac
Ghoerghe Ciolac (Comloșu Mare, 10 agosto 1908 – 13 aprile 1965) è stato un calciatore rumeno, di ruolo attaccante.

## Palmarès

### Club

#### Competizioni nazionali
- Campionato rumeno: 4

Ripensia Timisoara: 1932-1933, 1934-1935, 1935-1936, 1937-1938
- Coppa di Romania: 2

Ripensia Timisoara: 1933-1934, 1935-1936

### Nazionale
- Coppa dei Balcani per nazioni: 3

1930, 1933, 1936

## Statistiche

### Cronologia presenze e reti in nazionale
| Cronologia completa delle presenze e delle reti in nazionale ― Romania | Cronologia completa delle presenze e delle reti in nazionale ― Romania | Cronologia completa delle presenze e delle reti in nazionale ― Romania | Cronologia completa delle presenze e delle reti in nazionale ― Romania | Cronologia completa delle presenze e delle reti in nazionale ― Romania | Cronologia completa delle presenze e delle reti in nazionale ― Romania | Cronologia completa delle presenze e delle reti in nazionale ― Romania | Cronologia completa delle presenze e delle reti in nazionale ― Romania |
| Data                                                                   | Città                                                                  | In casa                                                                | Risultato                                                              | Ospiti                                                                 | Competizione                                                           | Reti                                                                   | Note                                                                   |
| ---------------------------------------------------------------------- | ---------------------------------------------------------------------- | ---------------------------------------------------------------------- | ---------------------------------------------------------------------- | ---------------------------------------------------------------------- | ---------------------------------------------------------------------- | ---------------------------------------------------------------------- | ---------------------------------------------------------------------- |
| 6-5-1928                                                               | Belgrado                                                               | Jugoslavia                                                             | 3 – 1                                                                  | Romania                                                                | Amichevole                                                             | -                                                                      |                                                                        |
| 21-4-1929                                                              | Bucarest                                                               | Romania                                                                | 3 – 0                                                                  | Bulgaria                                                               | Amichevole                                                             | 3                                                                      |                                                                        |
| 10-5-1929                                                              | Bucarest                                                               | Romania                                                                | 2 – 3                                                                  | Jugoslavia                                                             | Amichevole                                                             | -                                                                      |                                                                        |
| 15-9-1929                                                              | Sofia                                                                  | Bulgaria                                                               | 2 – 3                                                                  | Romania                                                                | Amichevole                                                             | -                                                                      |                                                                        |
| 6-10-1929                                                              | Bucarest                                                               | Romania                                                                | 2 – 1                                                                  | Jugoslavia                                                             | Coppa dei Balcani 1929-1931                                            | 1                                                                      |                                                                        |
| 4-5-1930                                                               | Belgrado                                                               | Jugoslavia                                                             | 2 – 1                                                                  | Romania                                                                | Amichevole                                                             | -                                                                      |                                                                        |
| 12-10-1930                                                             | Sofia                                                                  | Bulgaria                                                               | 5 – 3                                                                  | Romania                                                                | Coppa dei Balcani 1929-1931                                            | -                                                                      |                                                                        |
| 23-8-1931                                                              | Varsavia                                                               | Polonia                                                                | 2 – 3                                                                  | Romania                                                                | Amichevole                                                             | -                                                                      |                                                                        |
| 26-8-1931                                                              | Kaunas                                                                 | Lituania                                                               | 2 – 4                                                                  | Romania                                                                | Amichevole                                                             | -                                                                      |                                                                        |
| 28-6-1932                                                              | Belgrado                                                               | Grecia                                                                 | 0 – 3                                                                  | Romania                                                                | Coppa dei Balcani 1932                                                 | 1                                                                      |                                                                        |
| 4-6-1933                                                               | Bucarest                                                               | Romania                                                                | 7 – 0                                                                  | Bulgaria                                                               | Coppa dei Balcani 1933                                                 | 3                                                                      |                                                                        |
| 8-6-1933                                                               | Bucarest                                                               | Romania                                                                | 1 – 0                                                                  | Grecia                                                                 | Coppa dei Balcani 1933                                                 | -                                                                      |                                                                        |
| 11-6-1933                                                              | Bucarest                                                               | Romania                                                                | 5 – 0                                                                  | Jugoslavia                                                             | Coppa dei Balcani 1933                                                 | 1                                                                      |                                                                        |
| 29-4-1934                                                              | Bucarest                                                               | Romania                                                                | 2 – 1                                                                  | Jugoslavia                                                             | Qual. Mondiali 1934                                                    | -                                                                      |                                                                        |
| 14-10-1934                                                             | Leopoli                                                                | Polonia                                                                | 3 – 3                                                                  | Romania                                                                | Amichevole                                                             | 1                                                                      |                                                                        |
| 27-12-1934                                                             | Atene                                                                  | Grecia                                                                 | 2 – 2                                                                  | Romania                                                                | Coppa dei Balcani 1934-1935                                            | 1                                                                      |                                                                        |
| 30-12-1934                                                             | Atene                                                                  | Bulgaria                                                               | 2 – 3                                                                  | Romania                                                                | Coppa dei Balcani 1934-1935                                            | 1                                                                      |                                                                        |
| 25-8-1935                                                              | Erfurt                                                                 | Germania                                                               | 4 – 2                                                                  | Romania                                                                | Amichevole                                                             | -                                                                      |                                                                        |
| 1-9-1935                                                               | Stoccolma                                                              | Svezia                                                                 | 7 – 1                                                                  | Romania                                                                | Amichevole                                                             | -                                                                      |                                                                        |
| 10-5-1936                                                              | Bucarest                                                               | Romania                                                                | 3 – 2                                                                  | Jugoslavia                                                             | Amichevole                                                             | -                                                                      |                                                                        |
| 17-5-1936                                                              | Bucarest                                                               | Romania                                                                | 5 – 2                                                                  | Grecia                                                                 | Coppa dei Balcani 1936                                                 | -                                                                      |                                                                        |
| 24-5-1936                                                              | Bucarest                                                               | Romania                                                                | 4 – 1                                                                  | Bulgaria                                                               | Coppa dei Balcani 1936                                                 | 1                                                                      |                                                                        |
| 4-10-1936                                                              | Bucarest                                                               | Romania                                                                | 1 – 2                                                                  | Ungheria                                                               | Amichevole                                                             | -                                                                      |                                                                        |
| 18-4-1937                                                              | Bucarest                                                               | Romania                                                                | 1 – 1                                                                  | Cecoslovacchia                                                         | Amichevole                                                             | -                                                                      |                                                                        |
| Totale                                                                 |                                                                        | Presenze                                                               | 24                                                                     |                                                                        | Reti                                                                   | 13                                                                     |                                                                        |